# Carpio de Azaba
Carpio de Azaba là một đô thị ở tỉnh Salamanca, phía tây Tây Ban Nha, cộng đồng tự trị Castile-Leon. Đô thị này có cự ly kilômét so với thành phố Salamanca với dân số năm 2008 là 122 người. Đô thị Carpio de Azaba có diện tích 70,47 km².
Đô thị Carpio de Azaba này nằm trên khu vực có độ cao 681 mét trên mực nước biển.
Mã số bưu chính là 37496.